# Palais de Roanne
Le palais de Roanne, aujourd'hui disparu, est un édifice médiéval qui fut une maison canoniale puis royale avant d'être le siège du pouvoir et de la justice royale à Lyon du XIVe siècle jusqu'au début du XIXe siècle. Sur son emplacement se trouve l'actuel palais de justice historique de Lyon. Il tire son nom de ses premiers propriétaires connus.

## Histoire

### La maison de Roanne
La maison dite « de Roanne » se trouvait dans l'actuel Vieux-Lyon, un peu au nord de la cathédrale et du quartier canonial de Saint-Jean, en face de la petite église saint-Alban. Elle se trouvait alors au centre de la ville, dans un quartier densément peuplé depuis l'antiquité tardive. Au XIIe siècle, c'est la demeure d'un chanoine, Héraclius de Roanne, membre du chapitre cathédral de 1173 à 1209, qui la transmet à son neveu Guillaume de Roanne, également chanoine à la cathédrale. Ils laisseront leur nom à cette maison.
Par un testament daté de septembre 1263, Guillaume de Roanne lègue cette maison à sa mort à un ami, Hugues de la Tour du Pin, sénéchal de Lyon. Ce dernier, fils d'Albert III de la Tour du Pin, laisse à sa mort son héritage à son frère Humbert qui devint par mariage en 1282 dauphin de Viennois. Les dauphins conservent cette maison qui leur sert de demeure lors de passage à Lyon, ville voisine de leurs terres. En 1343, le dernier dauphin Humbert II vend la maison au roi de France Philippe VI. La maison de Roanne devient alors « royale » et exprime la présence du roi dans la ville qui vient d'être réunie à la France.

### L'installation du pouvoir royal
Le roi de France occupait cependant le palais de Roanne déjà quelques années avant de l'acquérir formellement. Dès 1336 au moins, le gardiateur, chargé de garder les droits du droit et les libertés des lyonnais garanties par celui-ci contre l'archevêque, s'y installe. C'est là que réside aussi le sénéchal de Lyon quand il réside dans la ville. En effet, jusqu'en 1417, c'est le bailli de Mâcon qui fait également office de sénéchal de Lyon.
Pour ménager l'archevêque, qui reste le seigneur de la ville, et faciliter son intégration dans le royaume, la présence royale à Lyon est tout d'abord assez faible. Le sénéchal, principal officier du roi chargé de la justice est en même temps bailli de Mâcon et ne réside pas habituellement à Lyon. Un tribunal royal est quand même installé dans le Lyonnais pour juger en appel les affaires sans aller jusqu'à Mâcon, mais celui-ci est initialement installé à l'Île Barbe puis à Saint-Just, ces deux bourgs étant alors à l'extérieur de la ville.
Cependant, le pouvoir royal va peu à peu installer ces différentes administrations une à une dans la ville de Lyon au palais de Roanne qui est la principale propriété de la royauté dans la ville. Au XIVe siècle, le palais de Roanne devient le siège du notaire royal, des sergents royaux, du maître des ports, du prévôt des monnaies, du juge des juifs... En 1376, on y installe des prisons et le tribunal royal commence à y siéger même s'il ne s'y installe définitivement qu'en 1467. Le palais de Roanne, à quelques mètres du quartier canonial, symbole de la puissance seigneuriale de l'archevêque et du chapitre, devient ainsi le siège officiel des juridictions royales.

### La réaction des archevêques
Face au zèle des officiers royaux et à un tel empiétement sur leur pouvoir, les archevêques de Lyon réagissent pour repousser l'emprise de l'administration royale en dehors de la ville. Toutefois, certains archevêques comme Guillaume de Sure préférèrent fermer les yeux sur ces violations à ces droits seigneuriaux afin de maintenir la paix. Ce ne fut pas le cas des archevêques issus des familles princières avec de nombreux appuis à la cour du roi, comme Guy de Boulogne ou Charles d'Alençon, qui protestèrent farouchement et provoquèrent des incidents violents entre les partisans du roi et ceux de l'archevêque. Le chapitre émit également des revendications sur la propriété du palais de Roanne qu'il considérait comme lui appartenant.
L'apogée de la crise eut lieu en 1372. Un sergent royal, après avoir arrêté un homme sur ordre du sénéchal, fut assailli par les officiers ecclésiastiques et jeté en prison. Le bailli de Mâcon, Archambault de Comborn, demanda réparation à l'archevêque Charles d'Alençon mais celui-ci réagit en chassant les officiers royaux du palais de Roanne. Le bailli finit par reprendre le palais et l'archevêque se réfugia dans son château de Pierre Scize en jetant l'interdit sur le bailli et la ville de Lyon. Les officiers royaux confisquèrent alors ses bien et l'empêchèrent de sortir de son château. Après sept mois de conflit, un compromis fut trouvé et Roanne resta le siège de l'administration royale.
Les archevêques ne se découragèrent pas pour autant. Issus de la noblesse féodale, ils tiennent à leurs droits comme Jean de Talaru et Philippe de Thurey. Ce dernier obtint même en sa faveur un arrêt du Parlement qui déclara que le tribunal royal ne pouvait avoir son siège dans la cité de Lyon. L'application de cet arrêt déclencha à Lyon une véritable émeute. Une partie du peuple et les officiers ecclésiastiques expulsèrent avec violence les officiers du roi de la ville et pillèrent le palais de Roanne. En réaction à ces débordements, l'arrêt du Parlement fut cassé le 5 octobre 1394 et les officiers royaux retrouvèrent définitivement le palais de Roanne.
Par la suite, la guerre, reprenant dans la région à partir de 1417, interdisait de fait l'accès à l'île Barbe ou à Mâcon. La séparation de la sénéchaussée de Lyon et du bailliage de Mâcon finit par entériner un siège des juridictions royales au sein de la ville de Lyon, au palais de Roanne.

### Délabrement et reconstruction à l'époque moderne

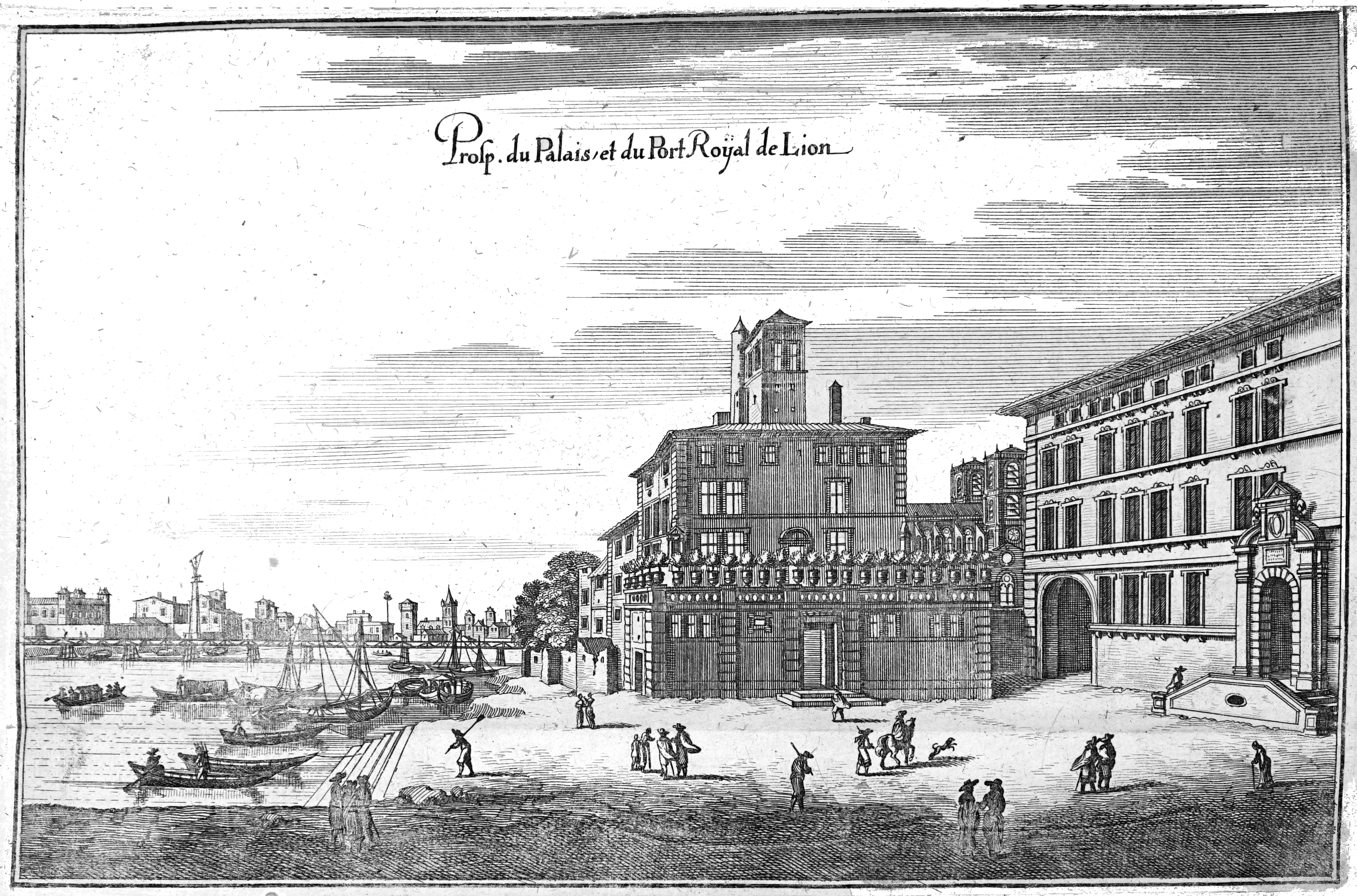
Le palais Royal en 1652.

Les juridictions royales lyonnaises du palais de Roanne s'enrichirent encore d'un atelier monétaire, transféré de Mâcon en 1420. Puis en 1551, le siège présidial s'installa à son tour au palais de Roanne. Par la suite, à l'époque moderne, l'essentiel du pouvoir royal revenant à l'intendant et au gouverneur, le palais de Roanne est essentiellement le siège des tribunaux royaux à Lyon et des prisons qui les accompagnent.
En 1565, le palais de Roanne est considéré comme une maison « si vieille et caducque » que le « danger de ruine y était éminent ». Il est restauré en 1573 mais dès 1591, on signale la précarité de l'édifice, la chambre d'Audience menaçant d'une « prochaine ruyne et décadence ». En 1622, un incendie achève de détruire le palais alors très délabré. La détérioration de l'édifice avait commencé à poser la question du déplacement de l'appareil judiciaire dans un autre quartier. La destruction du palais relance ce débat qui va durer de nombreuses années. La situation du palais de Roanne est relativement incommode, coincé dans un des quartiers les plus denses de la ville, donc à la fois difficile à agrandir et accessible uniquement par des rues extrêmement étroites. De surcroît, avec ces rues étroites et le fait d'être au pied de la colline, le bâtiment est sombre en plus d'être humide en raison de la proximité de la rivière. De nombreux architectes proposent de déménager les tribunaux, la plupart du temps sur la Presqu'île, du côté des Terreaux ou de Bellecour où existent alors de vastes terrains libres bien plus pratiques que l'emplacement du vieux palais de Roanne. Un autre projet propose de reconstruire le tribunal sur le pont de Saône. Mais les magistrats sont attachés à la tradition et au palais de Roanne et tiennent à rester dans ce quartier « noble par excellence, le seul que pouvaient décemment habiter des gens bien nés », soutenus évidemment par les propriétaires et les habitants des alentours qui veulent garder l'activité principale du quartier.
Après près de vingt ans de réflexion, ainsi que de manque de financement malgré le don de 6 000 livres par le roi en 1627, le palais de Roanne est reconstruit en 1639. Il abrite la salle d’audience, la Chambre du Conseil, la Chambre Criminelle, le Parquet des gens du Roi, le Parquet des enquêtes, des greffes civils et criminels, la Salle des Procureurs... ainsi que les prisons. Mais dès sa construction, le palais se révèle trop étroit et il faut envisager l'achat des maisons mitoyennes pour l'agrandir. C'est dans ce nouveau palais que se déroule en 1642 le procès de Cinq-Mars et de François-Auguste de Thou qui y sont condamnés à mort.

### XVIIIesiècleetXIXesiècle, nouveaux projets et destruction
Au XVIIIe siècle, on envisage de reconstruire le palais et en particulier les prisons devenue insalubres à cause du trop grand nombre de prisonniers. Avec l'expulsion des Jésuites de France en 1763, leur couvent Saint-Joseph près de Bellecour est saisi et transformé en prison, soulageant ainsi la prison de Roanne. De même, l'hôtel de Fléchères, mitoyen du palais, est acheté en 1767 pour abriter une partie de l'administration. On décide néanmoins en 1771 de reconstruire entièrement le palais de Roanne. Mais le projet de reconstruire à cet endroit un palais intégrant tout l'appareil judiciaire de Lyon apparait ambitieux et retarde sa mise en œuvre. Finalement, on décide d'agir pour la partie la plus urgente : les prisons. Les plans sont conçus par Pierre-Gabriel Bugnet, l'inventeur de la prison panoptique en 1765, qui ne peut édifier ce nouveau modèle du fait de l’exiguïté du terrain. Cette nouvelle prison commencée en 1785 est achevée en 1793, cependant mise en service dès 1791. C'est dans ses murs que se déroulent des massacres durant la Terreur blanche, notamment l'assassinat de Philippe-Antoine Dorfeuille , le 4 mai 1793.

## L'impact du palais sur la topographie de la ville
La présence du palais de Roanne et son importance dans l'administration de la ville marque le quartier dès le XIVe siècle et lui donne son nom. Le quartier du Palais, s'inscrit sur la rive droite de la Saône, entre la rivière et la colline de Fourvière et entre le quartier du Change au nord et le quartier canonial au sud. L'axe principal, l'actuelle rue Saint-Jean, prend au Moyen Âge le nom de rue du palais. À l'époque moderne, une autre rue, aujourd'hui disparue sous l'actuel palais de justice, portait également ce nom. Il existait également une place de Roanne correspondant à l'actuelle esplanade du palais de justice, qui donnait sur un port de Roanne en bord de Saône. L'activité du palais de Roanne a également laissé une rue des fouettés, aujourd'hui disparue sous l'actuel palais de justice.
Le quartier du Palais était occupé au Moyen Âge et à l'époque moderne par de nombreux clercs, juristes, notaires, hommes de loi... dont l'activité était directement liée au palais de Roanne. Celui-ci constituait l'activité principale du quartier. Aussi, lorsque à plusieurs reprises il fut question de déménager les administrations royales hors du palais de Roanne, les propriétaires protestèrent pour que les maisons ne perdent pas de leur valeur, faute d'activité à proximité.